# آرامگاه میرمطهر
آرامگاه میرمطهر مربوط به سدهٔ ۷ ه.ق است و در شهرستان خوشاب، بخش مشکان، روستای بابالنگر واقع شده و این اثر در تاریخ ۲ بهمن ۱۳۸۲ با شمارهٔ ثبت ۱۰۹۰۰ به‌عنوان یکی از آثار ملی ایران به ثبت رسیده است.